# Georgi Petkov
Georgi Stojanov Petkov (in bulgaro Георги Стоянов Петков?; 14 marzo 1976) è un calciatore bulgaro, portiere dello Slavia Sofia.
Il 10 maggio 2025 giocando a 49 anni, 1 mese e 27 giorni nel pareggio a reti inviolate contro il Lokomotiv Sofia, diventa il calciatore più anziano a scendere in campo nella massima serie bulgara.

## Carriera

### Nazionale
Ha debuttato in Nazionale il 24 dicembre 1998 nell'amichevole persa 2-1 contro il Marocco, rimpiazzando al 62' Dimităr Ivankov. Ha giocato 16 partite con la Bulgaria tra il 1998 e il 2009, dopodiché è stato assente dalle convocazioni per 9 anni, tornandovi nell'ottobre 2018 all'età di 42 anni.
Il 16 novembre successivo, in occasione del pareggio per 1-1 contro Cipro, è divientato il portiere più anziano a giocare una gara di qualificazione a un torneo all'età di 42 anni e 248 giorni, battendo il precedente record del collega nordirlandese Elisha Scott (42 anni e 200 giorni), che durava dal 1936. Tre giorni dopo batte il suo stesso record scendendo nuovamente in campo nel pareggio (1-1) contro la Slovenia.

## Statistiche

### Cronologia presenze e reti in nazionale
| Cronologia completa delle presenze e delle reti in nazionale ― Bulgaria | Cronologia completa delle presenze e delle reti in nazionale ― Bulgaria | Cronologia completa delle presenze e delle reti in nazionale ― Bulgaria | Cronologia completa delle presenze e delle reti in nazionale ― Bulgaria | Cronologia completa delle presenze e delle reti in nazionale ― Bulgaria | Cronologia completa delle presenze e delle reti in nazionale ― Bulgaria | Cronologia completa delle presenze e delle reti in nazionale ― Bulgaria | Cronologia completa delle presenze e delle reti in nazionale ― Bulgaria |
| Data                                                                    | Città                                                                   | In casa                                                                 | Risultato                                                               | Ospiti                                                                  | Competizione                                                            | Reti                                                                    | Note                                                                    |
| ----------------------------------------------------------------------- | ----------------------------------------------------------------------- | ----------------------------------------------------------------------- | ----------------------------------------------------------------------- | ----------------------------------------------------------------------- | ----------------------------------------------------------------------- | ----------------------------------------------------------------------- | ----------------------------------------------------------------------- |
| 23-12-1998                                                              | Marracash                                                               | Marocco                                                                 | 4 – 1                                                                   | Bulgaria                                                                | Amichevole                                                              | -1                                                                      | 62’                                                                     |
| 16-2-1999                                                               | Wanchai                                                                 | Egitto                                                                  | 3 – 1                                                                   | Bulgaria                                                                | Amichevole                                                              | -3                                                                      |                                                                         |
| 18-8-1999                                                               | Kiev                                                                    | Ucraina                                                                 | 1 – 1                                                                   | Bulgaria                                                                | Amichevole                                                              | -                                                                       | 63’                                                                     |
| 13-2-2002                                                               | Fiume                                                                   | Croazia                                                                 | 0 – 0                                                                   | Bulgaria                                                                | Amichevole                                                              | -                                                                       | 46’                                                                     |
| 17-8-2005                                                               | Sofia                                                                   | Bulgaria                                                                | 3 – 1                                                                   | Turchia                                                                 | Amichevole                                                              | -1                                                                      |                                                                         |
| 1-3-2006                                                                | Skopje                                                                  | Macedonia                                                               | 0 – 1                                                                   | Bulgaria                                                                | Amichevole                                                              | -                                                                       | 46’                                                                     |
| 15-8-2006                                                               | Swansea                                                                 | Galles                                                                  | 0 – 0                                                                   | Bulgaria                                                                | Amichevole                                                              | -                                                                       | 46’                                                                     |
| 2-9-2006                                                                | Costanza                                                                | Romania                                                                 | 2 – 2                                                                   | Bulgaria                                                                | Qual. Euro 2008                                                         | -2                                                                      |                                                                         |
| 7-2-2007                                                                | Nicosia                                                                 | Cipro                                                                   | 0 – 3                                                                   | Bulgaria                                                                | Amichevole                                                              | -                                                                       |                                                                         |
| 22-8-2007                                                               | Sofia                                                                   | Bulgaria                                                                | 0 – 1                                                                   | Galles                                                                  | Amichevole                                                              | -                                                                       | 46’                                                                     |
| 12-9-2007                                                               | Sofia                                                                   | Bulgaria                                                                | 3 – 0                                                                   | Lussemburgo                                                             | Qual. Euro 2008                                                         | -                                                                       |                                                                         |
| 17-10-2007                                                              | Tirana                                                                  | Albania                                                                 | 1 – 1                                                                   | Bulgaria                                                                | Qual. Euro 2008                                                         | -1                                                                      |                                                                         |
| 6-2-2008                                                                | Belfast                                                                 | Irlanda del Nord                                                        | 0 – 1                                                                   | Bulgaria                                                                | Amichevole                                                              | -                                                                       | 46’                                                                     |
| 26-3-2008                                                               | Sofia                                                                   | Bulgaria                                                                | 2 – 1                                                                   | Finlandia                                                               | Amichevole                                                              | -                                                                       | 46’                                                                     |
| 15-10-2008                                                              | Tbilisi                                                                 | Georgia                                                                 | 0 – 0                                                                   | Bulgaria                                                                | Qual. Mondiali 2010                                                     | -                                                                       |                                                                         |
| 19-11-2008                                                              | Belgrado                                                                | Serbia                                                                  | 6 – 1                                                                   | Bulgaria                                                                | Amichevole                                                              | -6                                                                      |                                                                         |
| 11-2-2009                                                               | Carouge                                                                 | Svizzera                                                                | 1 – 1                                                                   | Bulgaria                                                                | Amichevole                                                              | -1                                                                      | 46’                                                                     |
| 16-11-2018                                                              | Nicosia                                                                 | Cipro                                                                   | 1 – 1                                                                   | Bulgaria                                                                | UEFA Nations League 2018-2019 - 1º turno                                | -1                                                                      |                                                                         |
| 19-11-2018                                                              | Sofia                                                                   | Bulgaria                                                                | 1 – 1                                                                   | Slovenia                                                                | UEFA Nations League 2018-2019 - 1º turno                                | -1                                                                      |                                                                         |
| Totale                                                                  |                                                                         | Presenze                                                                | 19                                                                      |                                                                         | Reti                                                                    | -17                                                                     |                                                                         |

## Palmarès
- Campionato bulgaro: 4

Levski Sofia: 2001-2002, 2005-2006, 2006-2007, 2008-2009
- Coppa di Bulgaria: 4

Levski Sofia: 2001-2002, 2002-2003, 2004-2005, 2006-2007
- Supercoppa di Bulgaria: 3

Levski Sofia: 2005, 2007, 2009